# Columba junoniae
La paloma rabiche (Columba junoniae) es una especie de ave columbiforme de la familia Columbidae. Es junto con la turqué una de las dos especies de paloma endémicas de la laurisilva canaria.  La paloma rabiche se considera, según una ley del Gobierno de Canarias, el símbolo natural de la isla de La Gomera, conjuntamente con el viñátigo.
Su estatus es de "casi amenazada" según la IUCN, ya que sólo habita zonas muy concretas de El Hierro, La Gomera, La Palma, Tenerife y Gran Canaria (reintroducida en esta última con el proyecto Life+Rabiche.). 
La legislación española correspondiente (R.D 139/2011) le otorga la categoría de Vulnerable. Vulgarmente recibe otros nombres, como rabichi, rabil, rabiblanca, rovalvo, rabón o palomo.[cita requerida]